# Ostra
|  | Per a altres significats, vegeu «Ostra (Itàlia)». |

L'ostra és el nom comú donat a una sèrie de mol·luscs bivalves d'aigua salada que pertanyen principalment a les famílies Ostreidae (ostra veritable) de l'ordre dels Ostreoida i la familia Pteriidae (ostra de perla) de l'ordre dels Pterioida. Les closques varien segons la superfície on està adherida l'ostra, però normalment tenen forma ovalada, són rugoses i amb tonalitats brunenques. Les valves són desiguals i es diferencien de mida i forma; la valva inferior és més gran i plana, perquè és la part que es fixa al substrat, en canvi, la valva superior és més petita i còncava. L'interior de la closca és llis amb una coloració blanca brillant i les vores de les valves segueixen un patró irregular.
Les ostres són considerades un dels aliments més exquisits arreu del món, a més de tenir una gran importància en la indústria de les pedres precioses.

## Etimologia
La paraula ostra prové del portuguès ostra, i aquesta del llatí ostrea, del grec ὄστρεον (ostreon = ostra) i ὀστον (oston = os).

## Tipus d'ostres
Les ostres es divideixen en la família dels Ostreidae, que inclouen les ostres veritables i consumibles, i la família dels Pteriidae que inclouen les ostres formadores de perles. Tots els mol·luscs bivalves tenen la capacitat de produir perles, tot i que, no totes les perles són valuoses en el mercat.

### Ostres veritables
Les ostres veritables són el tipus d'ostres principalment comercialitzades i consumides per l'ésser humà, com que la capacitat de formar perles és irrellevant pel fet que el producte secretat no té cap valor econòmic. S'hi inclouen els gèneres Ostrea, Crassostrea i Pycnodonte.

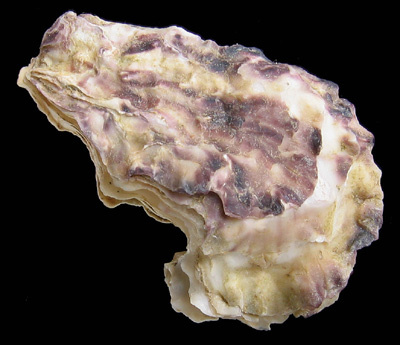
Crassostrea angulata

Les espècies més comunes d'Ostrea són:
- Ostrea edulis; ostra plana europea o comestible.
- Ostrea lurida; ostra Olympia.
- Ostrea conchaphila; ostra del Pacífic de Mèxic.

Les espècies més comunes de Crassostrea són:
- Crassostrea angulata; l'ostra portuguesa.
- Crassostrea virginica; l'ostra nord-americana o Virgínia.
- Crassostrea gigas; l'ostra japonesa.

El gènere Pycodonte fa referència a les ostres extintes o fòssils dels mol·luscs bivalves marins:

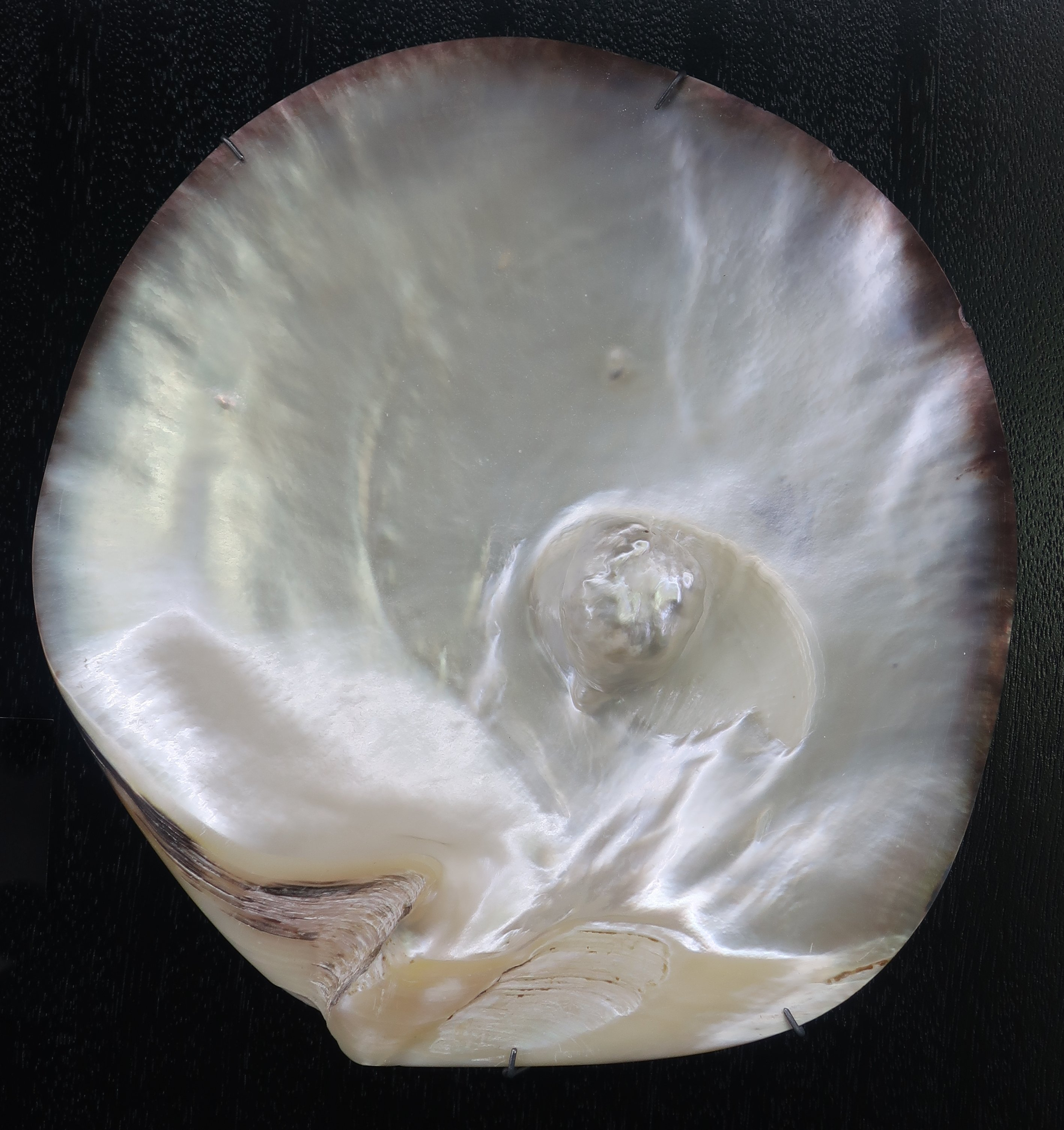
Perla de l'espècie Pinctada margaritifera

- Pycodonte taniguchii.
- Pycodonte aucella.
- Pycodonte vesicularis.

### Ostres formadores de perles
Majoritàriament són del gènere Meleagrina, també coneguts com a Pinctada o Margaritifora. Són d'un gran interès en la indústria de les pedres precioses, ja que el producte generat a partir d'aquest mecanisme de defensa de l'ostra davant una substància o organisme invasor té un valor econòmic molt elevat en el mercat.

#### Formació de perles
Les perles naturals es formen a causa de l'entrada d'un cos estrany, ja sigui un paràsit, un gra de sorra o partícules residuals, en l'interior del mantell del mol·lusc. Com a mètode de defensa, cobreix la partícula invasora amb una substància anomenada nacre, composta per carbonat de calci, matèria orgànica i aigua, que després d'uns anys donarà lloc a una pedra preciosa anomenada perla. Per tant, les perles són quists de nacre que formen els mol·luscs bivalves per aïllar la partícula invasora.
Les perles comercialitzades procedeixen de cultius de perles (ostres cultivades en aigües temperades i costaneres, com al Japó o Austràlia) a les quals s'insereix manualment una porció de nacre.

## Anatomia
L'ostra està composta pels següents elements anatòmics:
- Valves

Les ostres pertanyen a la classe dels Bivalves, és a dir, són animals compostos per dues valves desiguals unides per un lligament dorsal que tendeix a obrir les valves per la vora ventral. Les valves estan formades principalment per carbonat de calci i consten de tres capes: la capa interna o nacrada, la capa intermèdia o brillant que dona la tonalitat de la conquilla i la capa externa o periostracum; una capa aspra que, amb el temps, els animals acaben perdent per culpa del desgast. La capa interna de l'ostra està formada per nombroses laminetes fines de vidre d'aragonita. La capa intermèdia presenta una estructura cel·lular formada per columnes calcàries que es disposen en secció poligonal. Aquesta capa intermèdia està dipositada sobre l'epiteli del mantell proper a la capa externa, per tant, es produeix la fusió entre aquestes dues capes. La capa externa és molt prima i delicada perquè està composta per una capa de conquiolina cuticular no calcificada.
L'ostra està formada per una valva superior i una valva inferior, la qual està unida al substrat i sol ser més còncava. Les valves s'uneixen gràcies a la frontissa, formada per dos lligaments: un lligament extern i flexible que proporciona a l'eix moviment i un lligament intern o resilium. Finalment, en la part dorsal de la closca, on s’uneixen les dues valves, distingim l'umbo o la zona de la xarnera, la qual té un creixement de línies concèntriques al seu voltant i pertany a la regió més vella de l'ostra.
- Cos i mantell

El mantell és un replegament cutani del cos de l'ostra que en recobreix la part visceral. Està constituït per un teixit conjuntiu format per músculs, vasos sanguinis i nervis. Al mantell es diferencien diversos lòbuls (lòbuls del mantell o paleals) que es divideixen en quatre àrees d'aparença diferent: l'istme del mantell, la zona central homogènia, la zona palial o distal contràctil i la zona marginal pigmentada. Els marges dels lòbuls del mantell es fusionen dorsalment sota la frontissa que, formant l'istme del mantell, forma una cavitat que amaga els llavis, la boca i les extremitats dorsals dels palps labials. A les superfícies internes de la zona central del mantell s'adhereixen els músculs i es fusionen amb els costats de la massa visceral, la superfície externa del pericardi i els nefridis. Per altra banda, la zona palial conté els nervis i els vasos sanguinis. Finalment, la zona marginal (vora del mantell), normalment, sol estar profundament pigmentada en forma de taques alternes negres i grises i tons de groc, marró i taronja. Les funcionalitats principals del mantell són: duu a terme el control d’entrada d'aigua, segregar la closca, funcions respiratòries i funcions sensorials com el tancament de les valves a causa de les condicions desfavorables de l'entorn.
- Múscul abductor

És l'únic múscul que permet el tancament i l'obertura de les valves mitjançant un mecanisme de contracció i relaxació anomenat adducció. El múscul adductor està subdividit en dues parts anomenades múscul de contracció ràpida i múscul de contracció lenta. El múscul de contracció ràpida, amb un color blanc-groguenc i semitranslúcid, està disposat a la part anterior i es contrau per tancar les valves. En canvi, el múscul de contracció lenta que compon la part posterior, de color blanc-groguenc opac i fosc, manté les valves en posició quan estan tancades o parcialment tancades.
- Sistema respiratori/brànquies

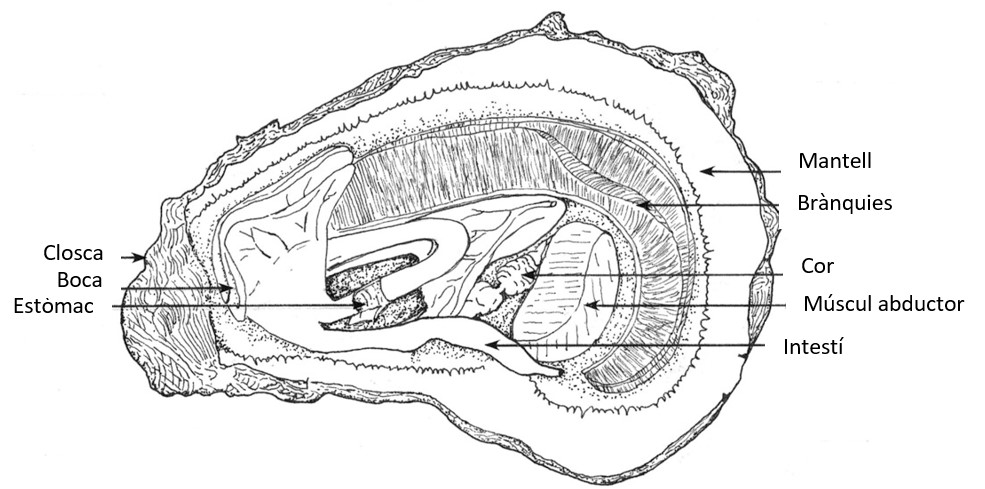
Parts anatòmiques de l'ostra.

L'intercanvi de gasos es produeix a través del mantell i dos parells de brànquies a banda i banda del cos. Cada brànquia o cnetidi està composta per una sèrie de filaments formats per laminetes i cilis molt petits. La respiració s’efectua a partir de l'entrada d’aigua pel sifó inhalant, la posterior penetració pels porus de les laminetes fins a una cambra subbranquial comuna i, finalment, la sortida per una obertura exhalant. A més, les brànquies s’encarreguen de captar partícules en suspensió i conduir-les cap a la boca.
- Sistema digestiu

El sistema digestiu està format per un tub amb un orifici bucal a la regió anterior, que s'obre entre dos parells de palps labials, un curt esòfag que el connecta amb l'estómac, el qual està compost per un estilet cristal·lí que descompon i dissol els aliments mitjançant l'alliberament d'enzims. Després de l'estómac tenim l'intestí que presenta un sistema de plecs complexos pels quals els residus viatjaran fins a ser excretats en forma de femta per l'anus.
- Sistema circulatori

El sistema circulatori està distribuït per tot el cos de l'ostra. Està compost pel cor, vasos sanguinis i llacunes o espais irregulars entre teixits. El cor ocupa gairebé tota la cavitat pericardial i consisteix en un ventricle mitjà situat dorsalment entre dues aurícules laterals simètriques. La sang incolora surt del ventricle per l'aorta anterior i posterior cap a les artèries ramificades, viatjarà per les llacunes fins a ser novament drenada al cor pels pits venosos o de manera indirecta per intermediació dels ctenidis.
- Sistema excretor

Format per un parell de nefridis i nombroses glàndules pericàrdiques que es projecten des de les parets de les aurícules. Els nefridis estan compostos per dos sacs simètrics comunicats entre si mitjançant un ampli canal sota les aurícules. Cada nefridi s'obre cap a les glàndules pericàrdiques mitjançant un conducte ample. Finalment, aquestes acaben connectant amb una obertura renal externa ovalada amb un múscul esfínter, el qual s'obre sota l'obertura genital sobre la vora dorsal del múscul abductor de la cambra exhalant.
- Aparell reproductor

L'aparell reproductor està format per les gònades i conductes evacuadors o gonoconductes. Les gònades estan compostes per conductes ciliats ramificats des d'on s'obren nombrosos sacs o fol·licles. La proliferació de les cèl·lules germinals que recobreixen la paret del fol·licle dona lloc als gàmetes. Les gònades tenen un desenvolupament continu que quan maduren ocupen gran part de la massa visceral.

## Reproducció
La reproducció de les ostres és sexual, aquestes produeixen gàmetes masculins i femenins. Són animals proteràndrics, és a dir, presenten un hermafroditisme amb ambdues gònades, primer es desenvolupen les masculines i després les femenines. Hi ha una alternança de sexes força ràpida, per la qual cosa és freqüent observar la fase de transició de productes sexuals d'ambdós sexes dins d'un mateix individu al llarg de la seva vida. Es comencen a reproduir després d'assolir la maduració, un procés en el qual les ostres alliberen esperma durant un any. Després d'acumular les reserves d'energia necessàries, anys més tard, els seus òrgans reproductius comencen a alliberar òvuls.

### Fresa
El període de fresa en poblacions naturals varia segons l'espècie i la situació geogràfica. Hi ha diversos factors que poden induir-la, com els corrents d'aigua, els estímuls físics i químics o la temperatura. La temperatura és un factor realment important en aquest procés, un clar exemple és Crassostrea virginica. L'ostra americana de la costa atrlàntica fresa quan l'aigua ateny els 20 °C. Aparentment, no hi ha hagut cap ajust adaptatiu a la temperatura. És a dir, l'ostra americana pot fresar al Golf de Mèxic des del març o l'abril fins a la fi de l'estiu (Moore, 2007); mentre que a Nova Escòcia la fresa succeeix durant dues o tres setmanes a final de juliol o principi d'agost en anys favorables, o no arriba a alliberar els ous perquè la temperatura no arriba als 20 °C.
Altres factors com la presència d'esperma a l'aigua sovint estimulen la fresa dels animals de la mateixa espècie. Una sola ostra pot reactivar el procés alliberant l'esperma a l'aigua, i provocar així que les ostres del seu voltant comencin a fer el mateix. Després de l'alliberament dels espermatozoides, les ostres més velles comencen a alliberar els seus ous a la mateixa aigua. Durant aquest procés algunes ostres poden canviar d'aparença, sovint esdevenen clares i pràcticament translúcides.
Durant la fecundació, la femella, a diferència del mascle que allibera els espermatozoides al mar, reté els ovòcits després de ser expulsats per les gònades, a l'interior de la cavitat paleal, lloc on es produirà la fecundació. En aquesta cavitat es formaran ous fertilitzats que patiran una divisió meiòtica, donant lloc a un zigot, que passarà per una sèrie de fases multicel·lulars.

### Cicle larvari

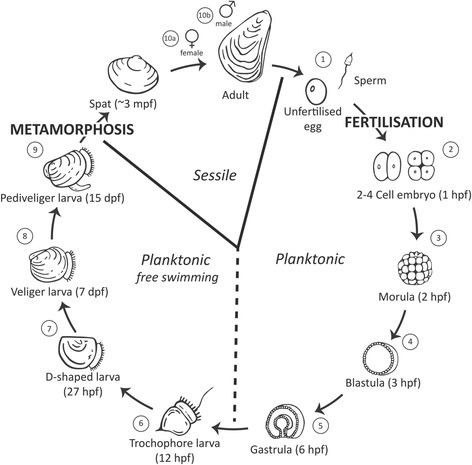
Cicle larvari de les ostres.

Passades 24 hores després de la formació del zigot, es desenvoluparà la larva trocòfora (60-80 µm), una larva proveïda d'una corona ciliada i d'una glàndula, que s'alimenta de les restes del vitel·le. En concloure l'estadi de larva trocòfora s'inicia la fase de xarnel·la recta, D o Prodisoconcha I. La larva té dues valves, un sistema digestiu complet i un vel (òrgan circular que només es troba a les larves dels bivalves i pot sobresortir de les valves). Aquestes larves neden a les columnes d'aigua i s'alimenten del fitoplàncton a través del vel. Les larves neden, s'alimenten, i creixen, en set dies desenvolupen unes protuberàncies, anomenades umbos, a la conquilla prop de la xarnera. A mesura que creixen les larves, els umbos sobresurten més. Aquestes larves ja es troben a la fase umbonada o Prodisoconcha II, pot desenvolupar-se als 20-25 dies.
Paral·lelament, el vel es redueix progressivament i es desenvolupa el peu, conformant la larva pediveliger. Això indica el moment que les larves són competents per a la realització de la metamorfosi i l'assentament. En aquesta etapa, que s'assoleix als 25-28 dies, les larves descendeixen fins al fons i es tornen bentòniques, repten buscant un substrat adequat i es fixen mitjançant el bes. Segregaran una gota de ciment, adherint-les per la resta de les seves vides en aquesta posició. Hi ha una reorganització dels òrgans, particularment per la reabsorció del vel i l'aparició dels filaments branquials rudimentaris, això succeeix a partir de les dues setmanes d'haver-se fixat. En aquest moment, el peu degenera i finalitza la metamorfosi.
Finalment trobem l'etapa de llavor, en la qual l'ostra és considerada una llavor individual de 10 mm i anirà creixent fins als 40 mm convertint-se en una ostra juvenil.

## Ecologia
Les ostres viuen al mar i es troben repartides per tot el món (distribució cosmopolita), però principalment les trobem en ambients tropicals i subtropicals. Poden estar tant a zones arenoses, com a substrats sòlids formant esculls o en qualsevol superfície dura submergida.
Enginyers ecològics

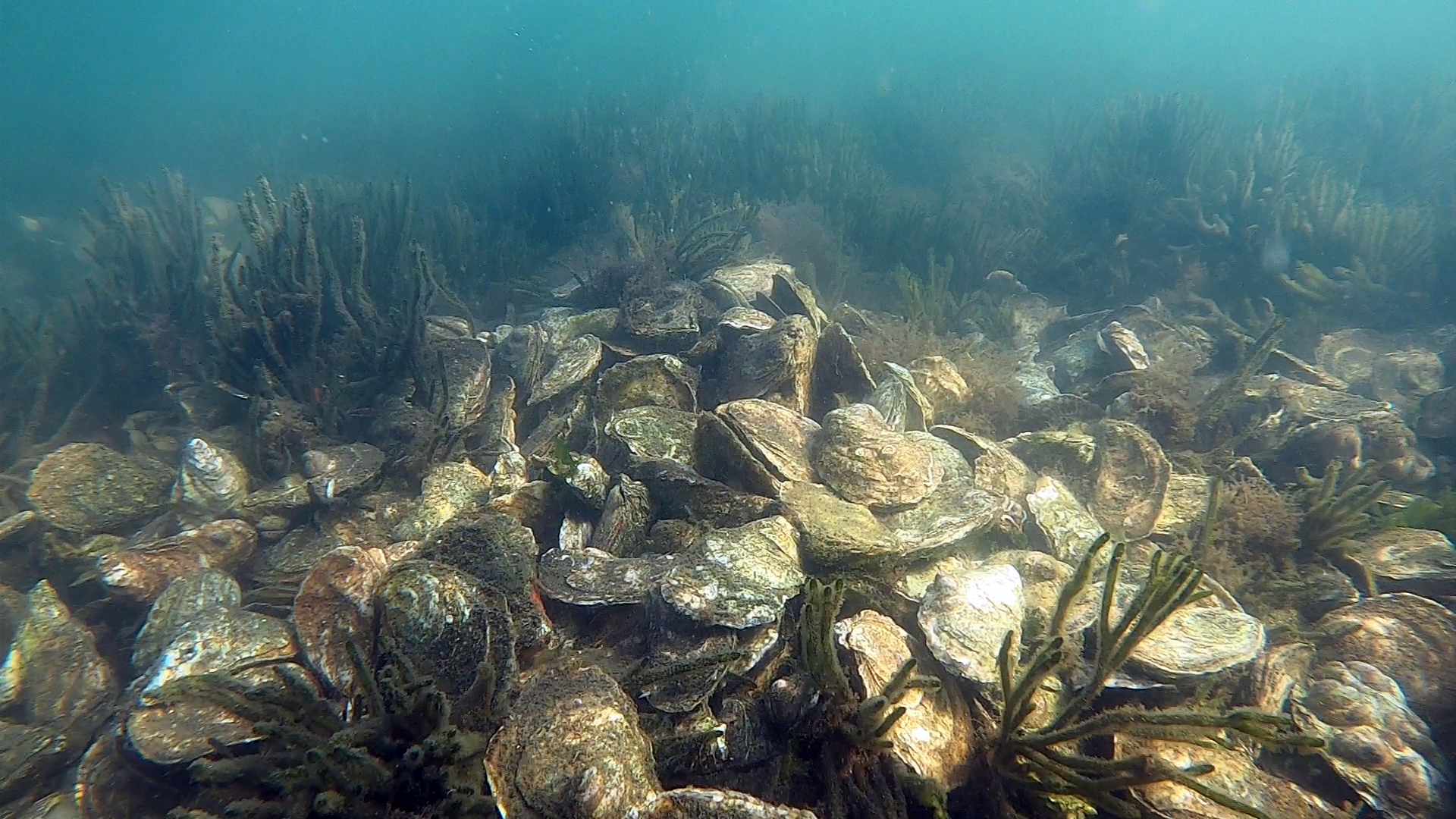
Ostres fixades al fons marí.

Les ostres són enginyers d'ecosistemes, suposen una gran importància a l'ecologia dels mars, són fonamentals per mantenir l'estabilitat del medi que les envolta. Per exemple, la formació d'esculls d'ostres ha demostrat una millora en la productivitat i biodiversitat dels ecosistemes. Aquests esculls suposen un hàbitat ric en poliquets, crustacis i altres invertebrats, que són l'aliment de noves espècies de peixos juvenils i crustacis mòbils.
D'altra banda, les ostres tenen un rol important en la regulació de la quantitat de fitoplàncton. Això és degut al fet que les ostres competeixen pel zooplàncton, per tant, disminueixen la productivitat primària planctònica i augmenten la bentònica. També actuen evitant la contaminació de les aigües per l'eutrofització. Cal destacar que, tot i que l'ostra pot afavorir l'eutrofització durant l'època d'estiu (a causa de l'excreció d'amoníac a les columnes d'aigües), n'aporten menys en comparació al guany obtingut en el flux de nutrients alliberats dels sediments associats a les ostres.
Els esculls d'ostres actuen com a barreres davant de tempestes i marees, reduint l'erosió d'hàbitats com la vegetació aquàtica submergida (SAV) o les maresmes. Actuen com a escullera atenuant l'energia de l'onada i estabilitzen els sediments. Un altre benefici per a l'ecosistema és la millora de la qualitat de l'aigua per la filtració de sediments, detrits, fitoplàncton petit, nitrogen i fòsfor lligats a partícules d'aigües estuarines. Fan una aigua més clara, per tant, milloren la penetració de la llum per a la vegetació submergida. A més, extreu significavament nitrogen del medi per l'augment de la deposició de matèria orgànica als sediments (biodipòsits) o l'aportació de bacteris desnitrificants als seus cossos. De manera indirecta també estimulen la desnitrificació, els esculls d'ostres són un hàbitat adequat per a altres comunitats de macrofauna filtradora.
Conservació a l'ecosistema
Diversos estudis demostren que la reducció de la població de les ostres ha suposat canvis als ecosistemes marins de comunitats compostes per flora i fauna bentònica. S'estima que el 85% dels hàbitats dels esculls d'ostres s'han perdut a tot el món durant els darrers cent trenta anys. És per això que han sorgit organitzacions i projectes nous per tal de restaurar ecosistemes bentònics. Organitzacions com l'Administració Oceànica i Atmosfèrica (NOAA) dirigeixen alguns dels principals projectes de restauració d'ostres. Per exemple, a la badia de Chesapeake, es fan servir ostres rebutjades per al consum, per promoure el creixement de noves i així, restaurar antics esculls.

## Malalties
Els bivalves estan afectats per diverses malalties, i aquestes provoquen una reducció significativa de la població. Poden causar grans pèrdues econòmiques si afecten cultius d'ostres.
L'Organització Mundial de Sanitat Animal (OIE) descriu set patògens que afecten els bivalves. Aquests patògens causen cinc malalties, que són: Bonamiosi (Bonamia ostreae i Bonamia exitiosa), Marteiliosi (Marteilia refringens), Perkinsosi (Perkinsus marinus i Perkinsus olseni), Microcitosi (Mikrocytos mackini) i Herpesvirus dels ostreids microvariant 1 (HVOs-1).

### Bonamiosi
La bonamiosi és una malaltia provocada pels protozous Bonamia ostreae i Bonamia exitiosa, i afecten les ostres planes. També s'anomena malaltia dels hemòcits. Les dues espècies poden infectar a Ostrea edulis, que és l'ostra autòctona d'Europa, i d'altres com Ostrea angasi, Ostrea chilensis, etc. El protozou Bonamia ostreae es distribueix principalment per Europa, Canadà i els Estats Units. En canvi, Bonamia exitiosa té una distribució més reduïda a Europa, i es troba freqüentment a Austràlia. Aquesta malaltia es transmet de forma directa entre ostres, provocant perforacions ulceroses amb coloracions grogues als teixits, brànquies i mantell. Presenta una important reducció del creixement i una elevada taxa de mortalitat.
De moment, no s'ha trobat cap mesura de control per prevenir aquesta malaltia. S'ha comprovat que els programes de selecció genètica redueixen la susceptibilitat i la mortalitat. S'ha vist també que una densitat de població reduïda (en cultius d'ostres) i una baixa temperatura de l'aigua ajuden a reduir l'impacte de la bonamiosi. Es recomana no transferir/introduir ostres que provenen d'aigües infectades amb aquests protozous.

### Marteiliosi
La marteiliosi és una malaltia causada pel protozou Marteilia refringens, també coneguda com la malaltia de la glàndula digestiva a les ostres europees (O. edulis). Aquest protozou té distribució europea, i pot afectar també diverses espècies de musclos i cloïsses. Per la secreció de toxines malmeten les ostres, que a conseqüència de la infecció aturen el creixement de les valves i perden la condició corporal, és a dir, la massa visceral s'arruga.
Sembla que es poden reduir els símptomes clínics de la malaltia quan hi ha una elevada salinitat. Tot i això, no existeix encara un mecanisme d'erradicació. Hi ha restriccions pel que fa a la transferència d'ostres infectades a aigües on no hi ha presència del protozou. Determinar-ne la presència i concentració a vegades és complicat. Ostres poc infectades presenten molts símptomes, mentre que ostres que estan del tot parasitades no en presenten cap. No hi ha una correlació directa entre la quantitat de paràsits presents i la simptomatologia.

### Perkinsosi
La perkinsosi és causada per dos protists alveolats anomenats Perkinsus marinus (afecta principalment l'ostra Crassostrea virginica) i Perkinsus olseni (afecta diverses espècies d'ostres, però sobretot a gasteròpodes del gènere Haliotis). Aquesta malaltia, sobretot causada per Perkinsus marinus es considera la causa més gran de mortalitat entre les ostres.
Amb relació a Perkinsus marinus, aquest es multiplica als teixits de les ostres, els infecta i provoca que es tornin més fluids. També s'observa lisi dels teixits a causa de la secreció d'enzims proteolítics. El protozou es transmet de manera directa entre els hostes. Generalment, la infecció causa un estretament de l'anatomia de l'ostra i la reducció de la capacitat reproductiva, ja que s'inhibeix el desenvolupament de les gònades.
Algunes mesures de prevenció són la restricció del transport d'ostres des d'àrees on aquesta malaltia és freqüent, la reducció de la densitat poblacional i les aigües amb baixa salinitat.

### Microcitosi
La microcitosi, també anomenada «malaltia de l'Illa de Denman» o «"malaltia microcel·lular de l'ostra del Pacífic», és causada pel protist Mikrocytos mackini. Aquest protist afecta Crassostrea gigas, Ostreola conchaphila i Crassostrea virginica, i experimentalment s'ha infectat O. edulis. La distribució geogràfica cobreix la costa del Pacífic on té la major presència al Canadà i Vancouver.
La infecció provoca lesions a les superfícies corporals, com poden ser el mantell i els palps bucals. Aquesta simptomatologia és causada per la infecció del teixit connectiu.
En aquest cas no es coneix cap tractament, només s'apliquen mesures de prevenció, dins de les quals el trasllat d'ostres de zones infectades està restringit.

### Herpesvirus dels ostreids
Es tracta d'una malaltia causada per l'Herpesvirus, coneguda com a Síndrome de Mortalitat de l'Ostra del Pacífic (POMS) o també pel seu nom comú, herpesvirus dels ostreids (microvariant 1, HVOs-1). L'agent causal és un virus d'ADN de doble cadena amb càpsula icosaèdrica. La transmissió és directa entre ostres. L'espècie més afectada per aquest virus és Crassostrea gigas. Aquest virus afecta les etapes larvals i juvenils, i es distribueix per Europa, Oceania i Amèrica. La principal conseqüència de la infecció per l'Herpesvirus la pateix el teixit connectiu de diversos òrgans, com ara els palps bucals, la glàndula digestiva, les brànquies i el mantell.
Els mètodes de prevenció i control es basen en les restriccions pel que fa a la introducció d'hostes que provenen d'aigües infectades, a aigües on no trobem el virus. Fins ara, no s'ha descrit cap tractament.

## Alimentació

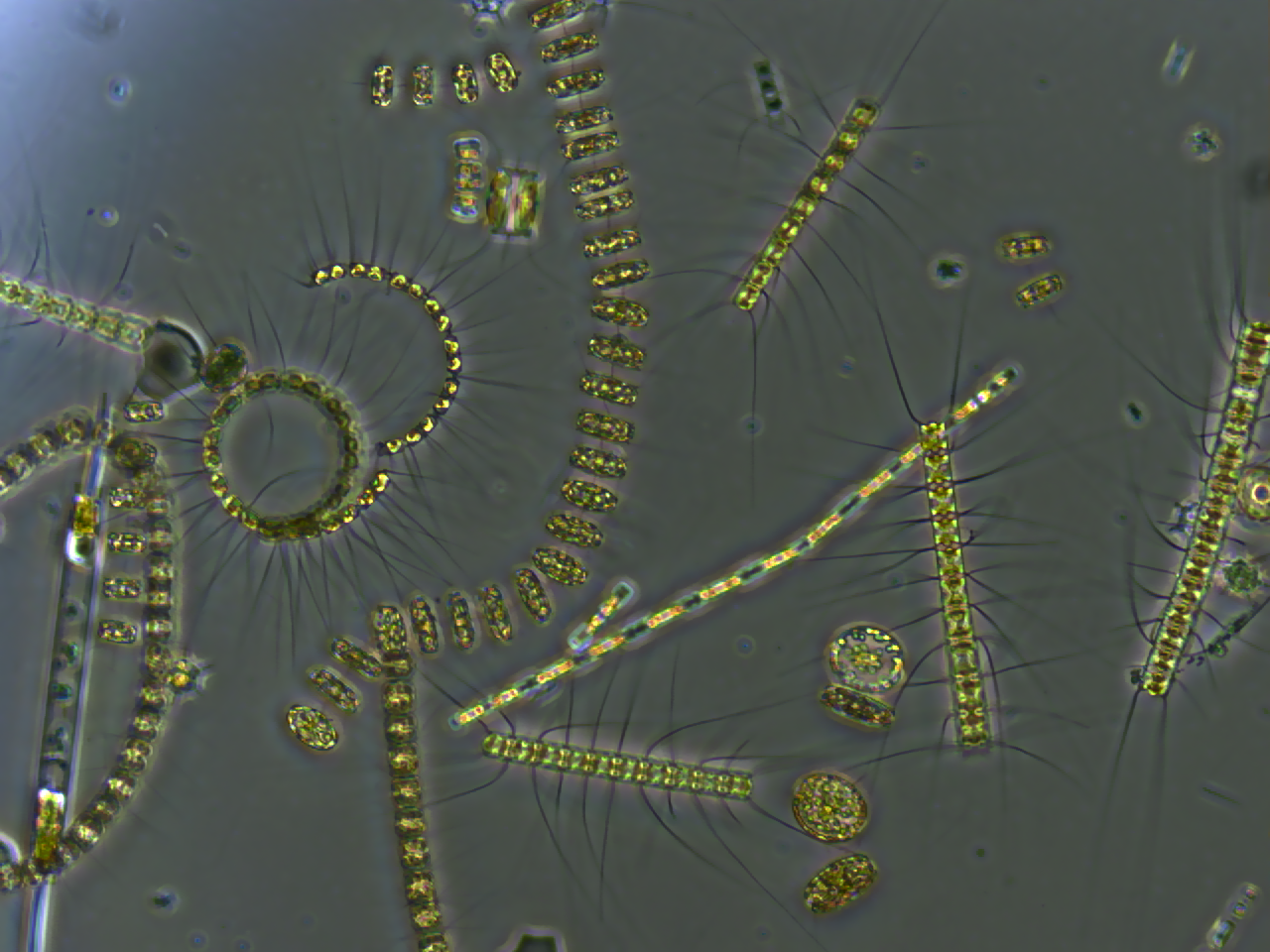
El fitoplàncton, principal aliment de les ostres.

Les ostres, i en general tots els bivalves, s'alimenten mitjançant la filtració. Aquestes filtren principalment el fitoplàncton i les partícules orgàniques que es troben en suspensió a la columna d'aigua. Una ostra pot filtrar entre 200 i 250 litres d'aigua al dia. Per tant, és una filtració molt eficient, que pot millorar la qualitat i claredat de l'aigua.
El corrent d'aigua (carregat de partícules) entra per l'extrem posterior de l'animal, on hi ha el sifó inhalant, i flueix entre els filaments de les brànquies, que és on es duu a terme l'intercanvi de gasos. Després l'aigua torna al medi a través del sifó exhalant. Les brànquies recullen el plàncton i l'adhereixen a la mucosa. En individus adults, les brànquies ja estan ben desenvolupades i tenen doble funció, la de respiració i la d'alimentació. Tota la superfície de les brànquies està coberta de cilis que, gràcies a la coordinació poden fer batecs uniformes que indueixen el corrent d'aigua. A causa dels batecs dels cilis, els filaments de mucosa carregats d'aliment es dirigeixen als palps labials, i aquests fan arribar l'aliment a la cavitat bucal.
Les partícules filtrades acostumen a ser fosfats, fitoplàncton, bacteris, compostos nitrogenats i matèria orgànica dissolta. Aquelles partícules que han estat filtrades, però que finalment l'animal no utilitza, són eliminades a través de grànuls sòlids (pseudofemtes) per la cavitat paleal. Els bivalves poden seleccionar l'aliment gràcies als palps bucals, aquests rebutgen algunes partícules. En canvi, aquelles més adequades per l'alimentació arribaran a la cavitat bucal.
Gràcies a la seva eficàcia filtradora, les ostres són objecte d'estudi per tal de reduir la quantitat de nitrats i amoníac presents en l'aigua. Tenen la capacitat d'eliminar els compostos nitrogenats.

## Relacions interespecífiques
Les relacions interespecífiques són les que s'estableixen entre individus de diferents espècies que conviuen en un mateix ecosistema. N'hi ha de diversos tipus, algunes de perjudicials i d'altres de beneficioses. Alguns exemples són la parasitosi, el mutualisme, la simbiosi, la predació, el comensalisme, la competició, etc.

### Depredació

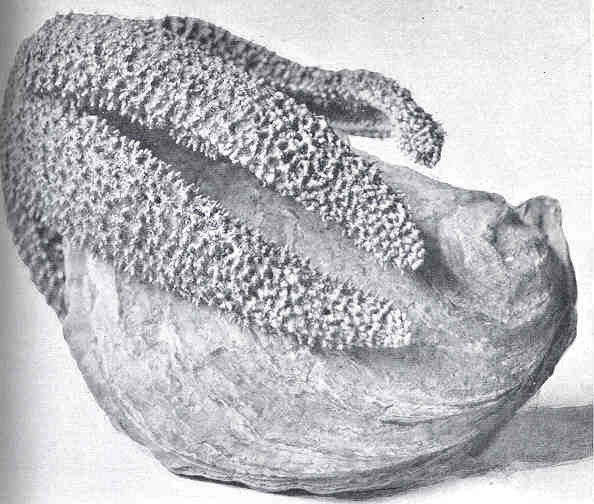
L'estrella de mar (predador) atacant l'ostra (presa).

La predació és una relació que s'estableix entre dos individus, un dels quals en surt beneficiat (el predador) i l'altre perjudicat (la presa), normalment acaba morint.
En l'àmbit de les ostres, els depredadors han de disposar de mecanismes de perforació que els permetin travessar les valves. Existeixen diferents animals capaços de depredar les ostres. Els turbel·laris depreden les llavors de l'ostra, les penetren i les devoren. Els pops trituren l'ostra, i els gasteròpodes tenen la capacitat d'obrir les valves i consumir-ne l'interior. El depredador majoritari és el caragol. Aquest, en estat larvari, entra dins l'ostra mitjançant la filtració. El caragol es desenvolupa a l'interior de l'ostra i la devora, finalment, extreu el cos a través d'un forat a la valva. També és freqüent trobar l'estrella de mar (equinoderm) com a depredador de les ostres. Els peixos, durant la ingesta, poden eliminar una elevada quantitat de larves.

### Competició
La relació de competició s'estableix entre dos individus o més quan necessiten un recurs del medi i aquest és insuficient. El recurs pot ser aigua, nutrients, la cerca de femelles, un substrat on fixar-se, etc. En el cas de les ostres, la competència sol ser causada per la falta de substrat on fixar-se o per la mancança de nutrients al medi (filtració poc eficient).

## Consum
Les ostres són el mol·lusc més apreciat, reservat per ocasions importants pel seu elevat cost. No obstant això, a més de ser un aliment de luxe, també és molt ric en nutrients i presenta gran diversitat de beneficis per la salut.

### Informació nutricional i beneficis
Les ostres es consideren un aliment energètic i ric en àcids omega 3. Per aquest motiu, ajuden a reduir el nivell de colesterol i triglicèrids, i també regulen el funcionament del sistema cardiovascular. Tenen un alt contingut de ferro, calci i fòsfor, i per tant, prevenen les anèmies i contribueixen a la bona salut dels ossos i dents. El potassi i el magnesi també hi són presents, els quals redueixen la pressió sanguínia. La vitamina E present a les ostres augmenta la força i la flexibilitat de les membranes cel·lulars. Es considera un aliment ric en coure.
Tots aquests compostos tenen relació amb la nutrició i la salut, però n'hi ha d'altres que són rellevants en la indústria de la cosmètica. Un exemple és l'elastina, que redueix l'aparició d'arrugues a la pell. Els alts nivells de zinc resulten beneficiosos per l'humà en estimular el sistema immunitari i accelerar la cura de les ferides. També s'ha demostrat que el zinc està relacionat amb la disfunció sexual dels homes, per això, el consum d'ostres pot donar avantatges sexuals i un augment de la libido.

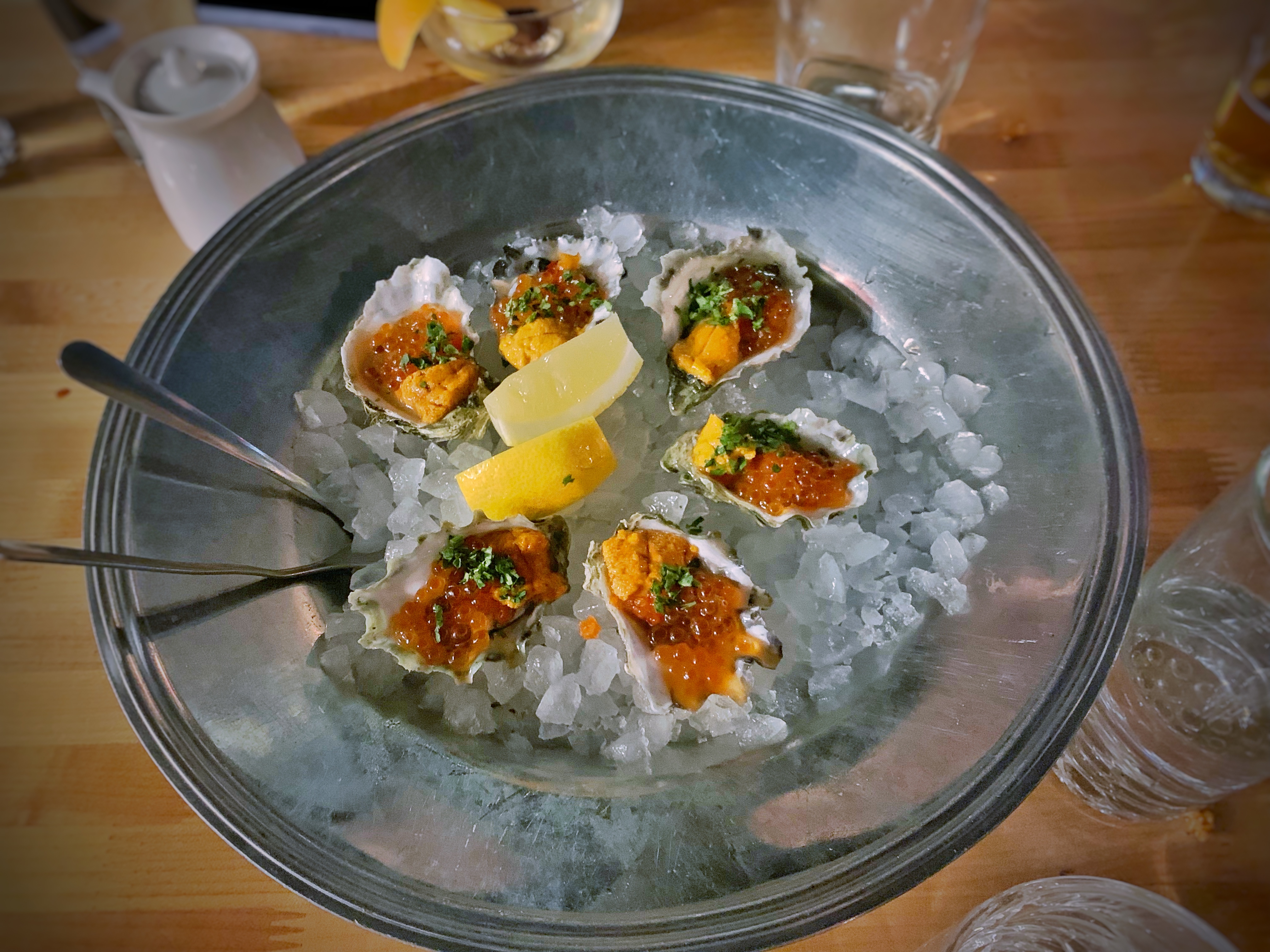
Presentació d'ostres sobre un llit de gel picat per al seu consum en cru.

| Component              | Per 100 g de porció |
| ---------------------- | ------------------- |
| Energia (Kcal)         | 66                  |
| Proteïnes (g)          | 9                   |
| Lípids totals (g)      | 1,2                 |
| Àcids omega 3 (g)      | 0,005               |
| Hidrats de carboni (g) | 4,8                 |
| Fibra (g)              | 0                   |
| Aigua (g)              | 85                  |
| Calci (mg)             | 130                 |
| Ferro (mg)             | 3,1                 |
| Iode (µg)              | 58                  |
| Magnesi (mg)           | 32                  |
| Zinc (mg)              | 22                  |
| Sodi (mg)              | 160                 |
| Potassi (mg)           | 184                 |
| Fòsfor (mg)            | 120                 |
| Coure (mg)             | 2858                |
| Seleni (µg)            | 28                  |
| Vitamina B1 (mg)       | 0,16                |
| Riboflavina (mg)       | 0,2                 |
| Vitamina B6 (mg)       | 0,22                |
| Àcid fòlic (µg)        | 7                   |
| Vitamina B12 (µg)      | 15                  |
| Vitamina C (mg)        | 0                   |
| Vitamina A (µg)        | 93                  |
| Vitamina D (µg)        | 0,54                |
| Vitamina E (mg)        | 0,85                |

### Importància gastronòmica
Es estimada en l'àmbit gastronòmic gràcies a la gran versatilitat de preparacions com ara en fresc, guisats, fumats, en vinagre, enllaunats o en sec. De la mateixa manera, existeix molta varietat a l'hora de preparar-les, es poden enfornar, bullir, rostir o saltejar.
Tot i que és la forma de consum més habitual, no és molt recomanable menjar ostres crues, o almenys això indica l'Administració d'Aliments i Fàrmacs dels Estats Units, FDA. Aquesta organització assegura que l'única manera d'eliminar els bacteris presents en les ostres és mitjançant la cocció a altes temperatures, i així prevenir possibles intoxicacions. Si es consumeixen crues, s'obriran en el moment previ del consum, ja que han de consumir-se quan encara són fresques i si pot ser, poc temps després d'haver sortit de l'aigua. Se serviran preferiblement sobre un llit de gel picat i amanides amb unes gotes de llimona, així mantindran el seu delicat sabor amb petits matisos d'acidesa ideals per als paladars més exquisits.
Per a verificar l'estat adequat dels bivalves, han de presentar les seves valves ben tancades, ha de costar obrir-les, i fer olor de mar. És a dir, han d'estar fresques i per tant, vives. Si ho estan, estaran llestes pel seu consum, però si pel contrari, presenten les valves obertes o fan mala olor, indicarà que es troben mortes o en mal estat i s'hauran de rebutjar.

## Cultiu

### Importància del cultiu

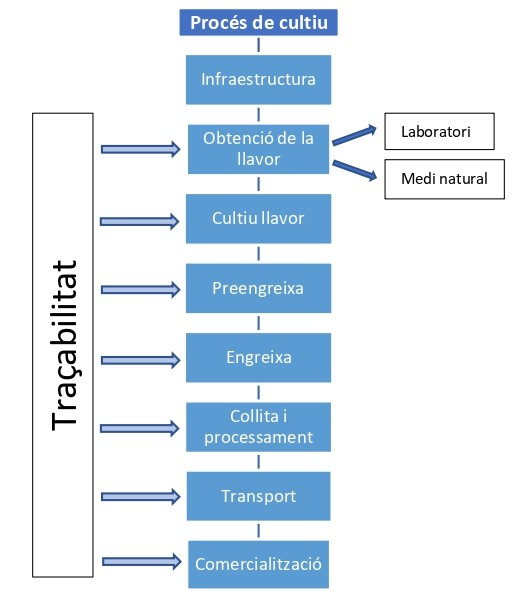
Esquema il·lustratiu del procés de cultiu de les ostres.

L'extracció i cultiu de les ostres s'ha practicat des de fa anys, fet que ha donat lloc a una disminució d'aquest mol·lusc a causa d'una notable sobreexplotació i impacte ecològic en el seu habitat per fenòmens naturals i accions humanes. Aquesta situació ha donat lloc a la cerca d'un seguit d'alternatives per disminuir tal impacte negatiu, com ara la producció d'ostres a través del seu cultiu, alleujant d'aquesta manera la pressió per extracció.
Actualment, l'ostreïcultura es presenta com un dels grups més importants des del punt de vista productiu i econòmic dins l'aqüicultura marina.

### Requeriments del lloc de cultiu
La selecció del lloc de cultiues troba íntimament relacionada amb la tècnica de cultiu i espècie a cultivar. El lloc seleccionat ha d'estar lliure de contaminació per metalls pesants, tant pel que respecta a l'aigua com als sediments. Per tant, indrets amb aigües residuals, molls o embarcadors no serien adequats ni recomanables pel cultiu d'ostres. La realització d'estudis exhaustius de les característiques del medi seran necessàries per a una tria adequada del medi a cultivar. Es procedirà a la determinació de les característiques de qualitat sanitària de l'aigua, anàlisi de les condicions òptimes pel que fa a factors físics, biològics i químics, com també es portaran a terme estudis del fons marí, les marees, corrent i en definitiva, tots aquells paràmetres que puguin afectar el cultiu.

#### Factors fisicoquímics
Per a un cultiu d'ostres, de manera estàndard i generalitzada, s'estableixen els següents paràmetres fisicoquímics òptims: rang de pH de 6 - 9, temperatura de 15 - 30 °C, salinitat de 23 - 28 ppm, valors d'oxigen dissolt majors a 3mg/L i nitrats 0.4 - 0.8 mg/L.

#### Factors biològics
Les microalgues formen part de la principal font d'aliment d'aquests bivalves, i en conseqüència, s'han d'assegurar condicions estables i favorables en la zona de cultius per al creixement d'aquestes. De la mateixa manera, és necessària la revisió d'un seguit de microalgues nocives, ja que són les responsables de les marees roges i a més, poden ser nocives per a les larves dels mol·luscs perquè en pertorben l'evolució i inhibeixen la taxa de filtració de l'aigua.

#### Factors oceanogràfics
Les marees i els corrents són els factors que més incideixen en el desenvolupament dels processos ostrícoles. En les zones on la influència de les marees no existeix, el tipus de cultiu a realitzar serà flotant, mentre que als indrets influenciats per les marees es desenvoluparan cultius submergits o sobreelevats. Els moviments provinents dels corrents afavoreixen la posada en circulació de les partícules, el transport i la posterior sedimentació. A més, asseguren la renovació de l'aigua i faciliten el procés d'oxigenació.

### Mètodes i sistemes de cultiu

#### Obtenció i disponibilitat de la llavor
Un factor clau i determinant del sistema de cultiu emprat és la disponibilitat de les llavors, és a dir, de larves ja assentades. Aquestes podran ser obtingudes de diverses maneres.

##### Obtenció de manera natural
La captació de llavors per a la realització d'un cultiu es pot realitzar en el medi natural mitjançant col·lectors específics com ara bosses plàstiques de malla fina, enfilalls, col·lectors de barret, cistells col·lectors, tubs col·lectors, teules, etc. Per a portar-ho a terme, és necessari conèixer el període reproductiu de l'espècie a cultivar, la durada d'aquest, les característiques de la vida larvària i a més, tenir coneixements sobre les seves zones de fixació. Aquest mètode d'obtenció presenta un seguit de desavantatges relacionats amb els canvis d'estacionalitat i temporalitat.

##### Obtenció al laboratori
La producció de llavors pot fer-se en un laboratori o viver sota unes condicions determinades. El procés es basat en una reproducció controlada, iniciat des de l'etapa de maduració gonadal fins als preengreixament de la llavors. Un cop obtinguda la llavor, amb una mida mínima de 4 mm, es trobarà en condicions de ser lliurada als productors a fi de ser engreixada en la mar o en viver fins que s'assoleixi la mida de mercat.

#### Mètodes tradicionals de cultiu

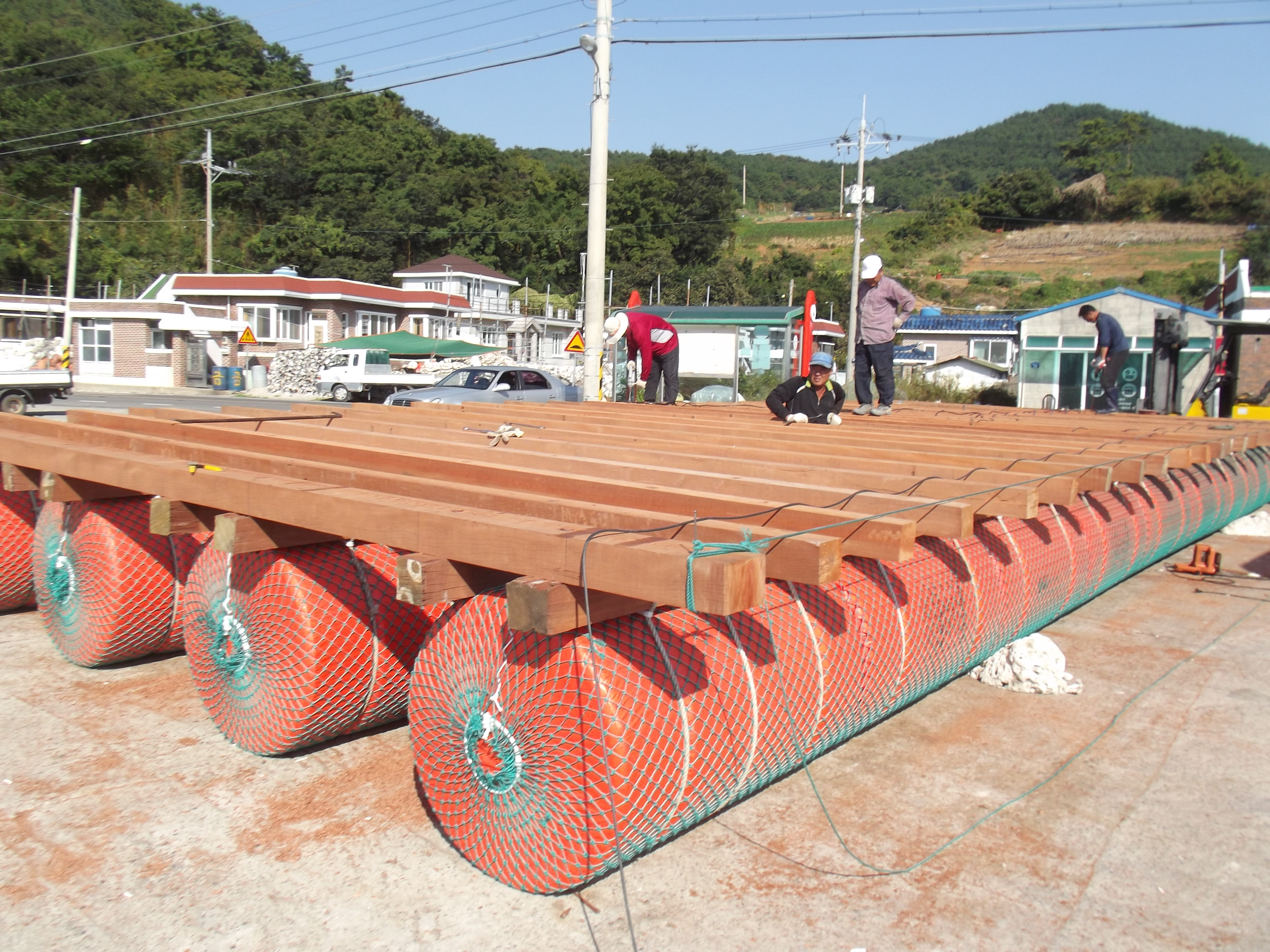
Bassa per al cultiu d'ostres.

Les tècniques comunament utilitzades pel cultiu d'ostres són moltes i molt diverses. Principalment depenen de les condicions del medi, l'espai físic disponible i els costos que implica el sistema.

##### Bassa
Estructura de fusta, resistent a l'aigua, amb un sistema d'ancoratge al fons marí i flotadors. Es construeix a la platja, pròxima al lloc de cultiu establert, on posteriorment és remolcada per llanxa i finalment ancorada en llocs determinats, de profunditats d'aproximadament cinc metres i en aigües tranquil·les i protegides. D'aquesta manera durant la baixamar, els mol·luscs del cultiu no toquin el fons. De la bassa se suspenen diferents estructures per a facilitar la posterior recol·lecció com ara cistells, enfilalls, etc.

##### Long line

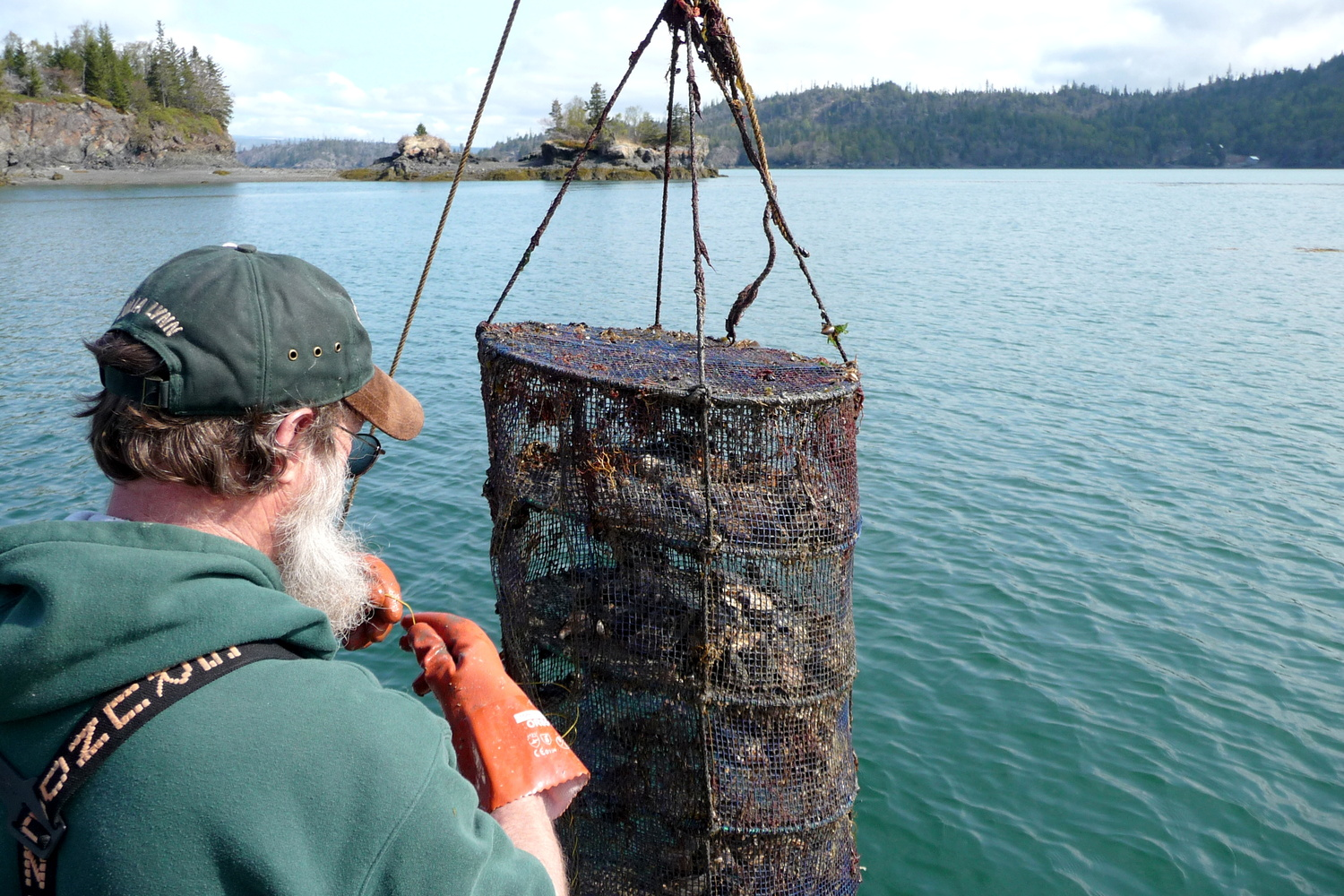
Cistell emprat pel cultiu d'ostres, tant pel mètode Long line com pel mètode d'estaques o pilotons.

Línia mare suspesa en zones profundes, ancorada als extrems i mantinguda en flotació utilitzant boies o flotadors. La línia llarga ("Long line") és una mena de cistell de polietilè o niló amb una longitud de 150 a 300 metres, en la qual es col·loquen les cistelles, per a l'engreixament, o els enfilalls. S'usa comunament en llocs on el corrent i l'onatge solen ser més forts.

##### Sistema d'estaques o pilotons
Sistema intermareal construït generalment de fusta, l'altura del qual dependrà de la profunditat del lloc de cultiu, la qual no haurà de sobrepassar els 3 meres en marea alta. En aquestes estaques es poden penjar cistelles, assegurant que no toquin el fons per a evitar possibles acumulacions i depredació per crancs i caragols.

##### Sistema de lliteres o safates en estaques

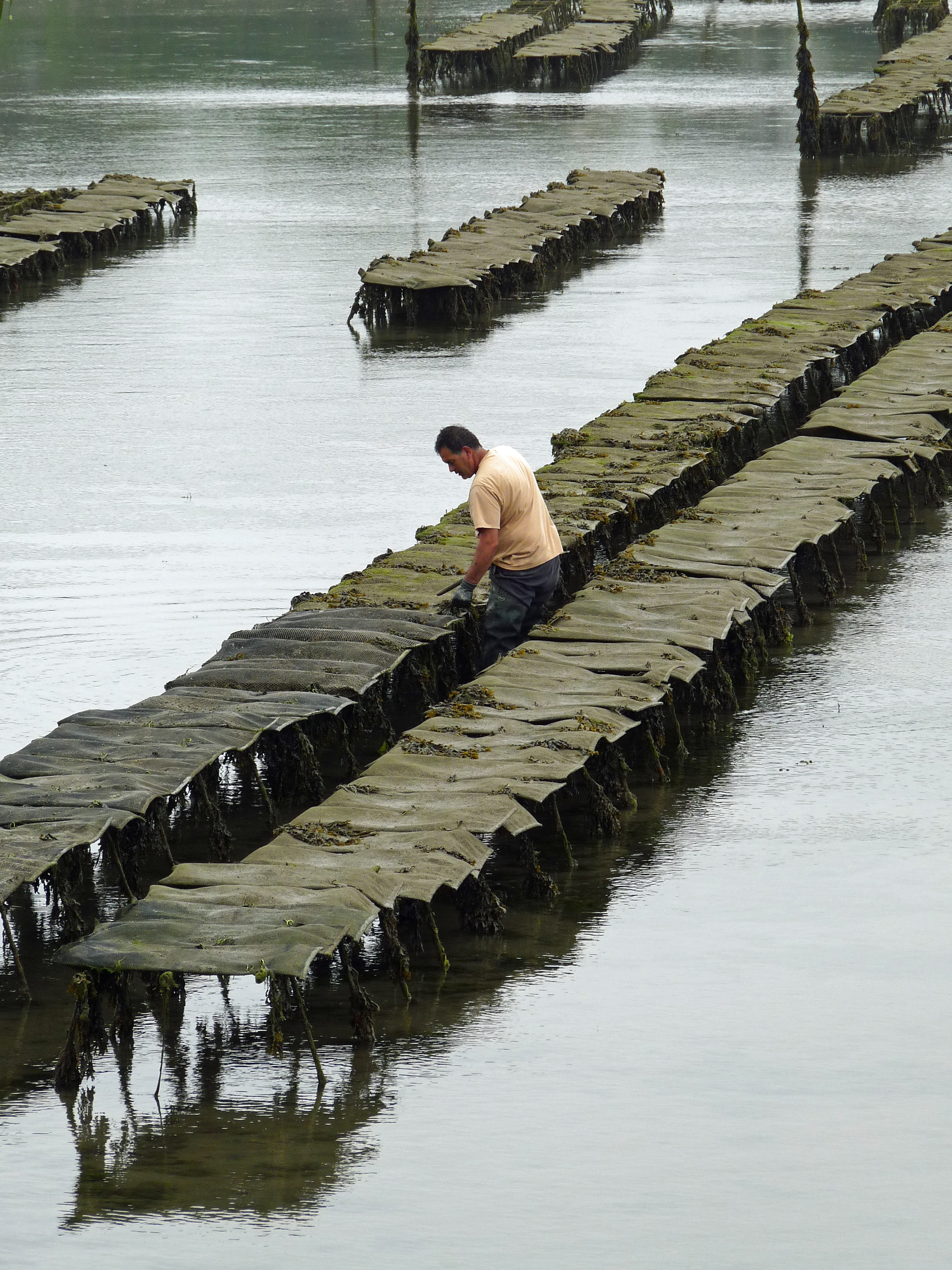
Sistema de lliteres o safates en estaques.

Sistema intermareal constantment exposat a l'efecte dels nivells de marea. Consisteix en una estructura de suport o taula aixecada del fons marí per mitjà d'estaques, sobre la qual es col·locaran les safates amb les llavors de les ostres. Aquestes safates poden tenir una grandària d'1.5 metres per 0.8 metres, estan fetes de fusta que pot suportar llargs períodes en contacte amb l'aigua i a més consten d'una malla per a la protecció de les llavors davant els depredadors.
Es realitza en zones amb profunditats reduïdes, màxim 2 metres, en llocs on els corrents no són forts i les diferències d'altura entre marees és baixa. El cultiu se situarà en aquesta zona entre marees per a permetre que, durant la baixamar, les ostres quedin exposades a l'aire i el sol, de tal manera que es contribueixi al despreniment dels organismes epibionts. Eventualment és necessari donar la volta a les safates per a exposar l'altra cara de l'ostra a la intempèrie.

#### Mètodes no tradicionals de cultiu

##### Sembra i cultiu d'ostres en vivers
La localització d'aquests vivers es troba preferiblement adjacent a la platja i han de comptar amb canonades per a una contínua succió d'aigua de mar, la qual també es pot trobar emmagatzemada en tancs per al seu ús. A més de l'objectiu principal de cultivar ostres, aquestes edificacions també hauran d'estar especialitzades en la producció i cultiu massiu de diferents espècies de microalgues, pel fet que el fitoplàncton és una de les principals fonts de nutrients d'aquests mol·luscs.

Les parts principals d'un viver d'ostres són el larvari, la nau central de cultiu i la sala de cultiu de les diferents soques de microalgues. La nau central és la localització més important i controlada, on es realitzarà l'acondicionament necessari perquè el cicle de l'ostra es desenvolupi de manera òptima, amb la corresponent fixació de la larva, l'engreixament de les postlarves i totes les fases adients fins que s'assoleixi la mida de mercat.

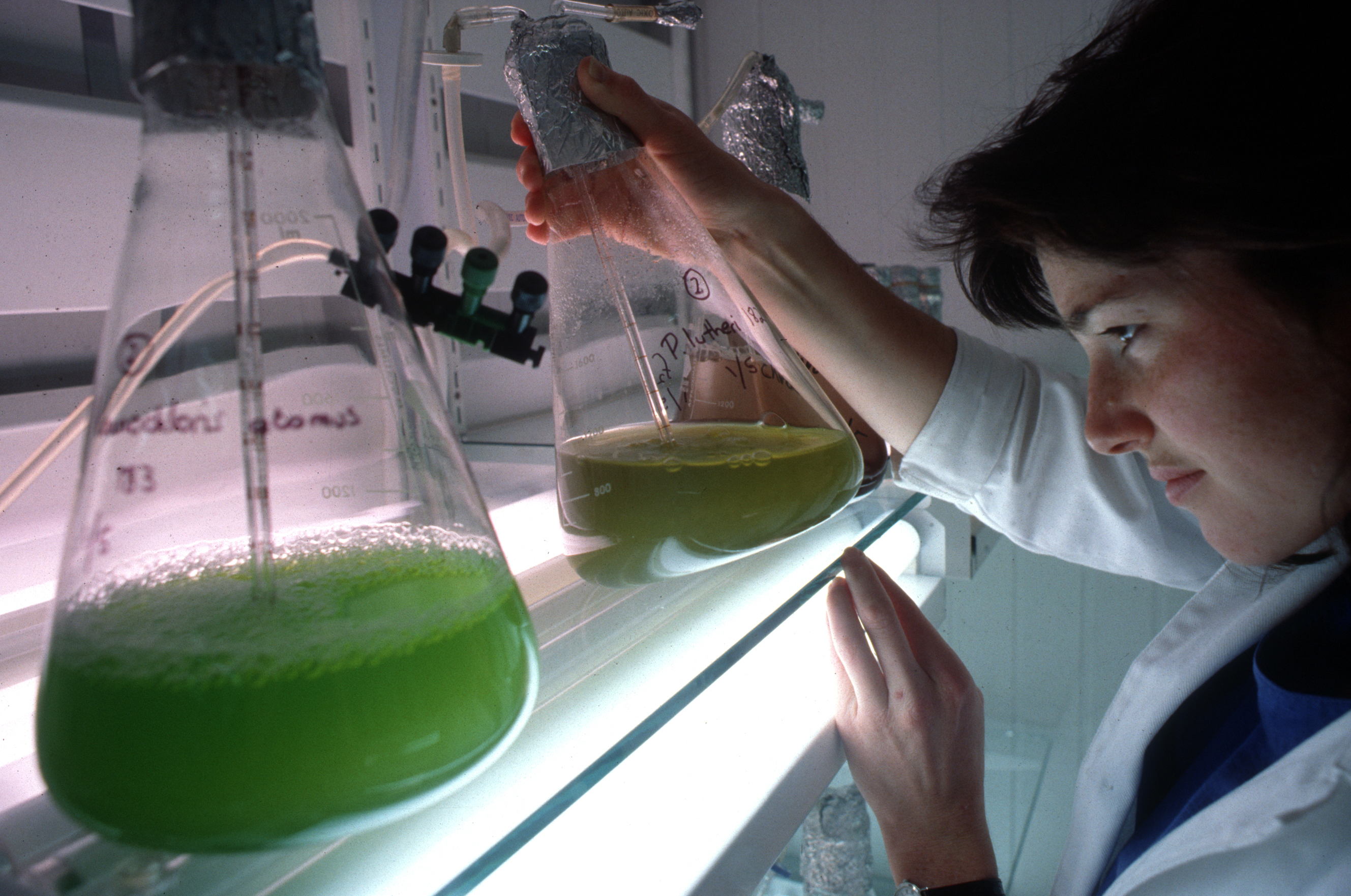
La cerca i obtenció de diverses soques de microalgues és un factor de gran importància per a un bon cultiu d'ostres en vivers.

## Riscos i perills
En la producció de mol·luscs bivalves, el principal perill conegut és la contaminació biològica de les aigües de cultiu, principalment quan aquests són destinats al seu consum en cru. En ser organismes filtradors, poden arribar a concentrar contaminants en nivells molt més alts dels que es troben en les aigües marines circumdants. Per consegüent, la determinació d'una possible contaminació per bacteris i virus en la zona de cultiu és de crucial importància en l'especificació del producte a consumir. La seva presència és relacionada amb la contaminació de l'aigua per femta fecal humana, i pot acabar provocant gastroenteritis, hepatitis infecciosa o fins i tot, febre tifoide.

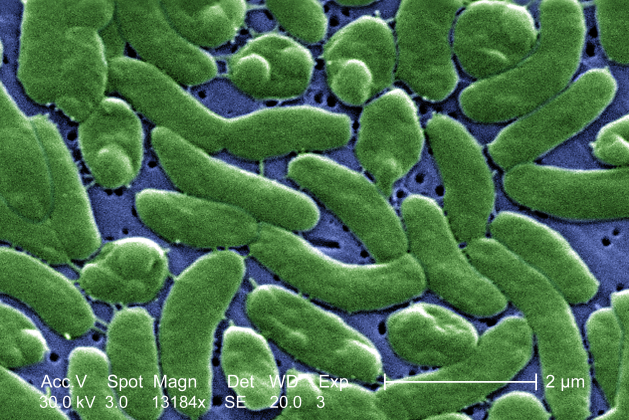
Vibrio vulnificus, bacteri gram negatiu present en alguns tipus de mariscs i relacionat estretament amb les ostres.

Entre els patògens bacterians, presents naturalment en el medi marí, causants d'infeccions en destaquen: Salmonella spp, Shigella spp, Vibrio parahaemolyticus, Vibrio vulnificus, Vibrio cholerae, Campylobacter spp, Listeria monocytogenes i Escherichia coli. Pel que fa als virus els més notables són els Norovirus i els virus de l'Hepatitis A.
De la mateixa manera, es poden produir intoxicacions per toxines químiques per l'acumulació de metalls pesants (Hg, Cd, Pb), plaguicides, compostos organoclorats, substàncies petroquímiques i elements orgànics (dioxines, hidrocarburs aromàtics…).
Un altre perill a tenir en compte és el proporcionat per les biotoxines, pel fet que molts mol·luscs en poden presentar diverses i arribar a causar intoxicacions notables. Entre aquestes biotoxines comunes en els mol·luscs es troben la toxina paralitzant (PSP), la toxina diarreica (DSP), la toxina amnèsica (ASP) i una neurotoxina (NSP).
L'acumulació de microalgues dins de les ostres també pot donar lloc a diversos quadres i formes greus d'intoxicació, com ara una intoxicació diarreica (DSP), paràlisi tòxica (PSP), intoxicació neurotòxica (NSP), intoxicació amnèsica (ASP) o la intoxicació per azaspiràcid (AZP).

## Collita
La collita de l'ostra s'efectua segons la mida comercial establerta pel mercat. Segons l'espècie cultivada, el temps per assolir aquesta mida establerta pot variar entre els 8 i 18 mesos. La collita es pot realitzar mitjançant llanxes de fibra de vidre o de fusta durant la baixamar en les arts de cultiu que queden exposades, o bé per busseig autònom en plenamar. Finalitzada la recol·lecta, les ostres es transporten en les embarcacions cap a l'àrea de recepció del producte, on seran seleccionades segons la mida comercial establerta. A més, s'eliminaran els epibionts presents en les valves manualment, o amb pressió. Aquelles ostres que no hagin superat la mida exigida són retornades a les zones de cultiu. Després de netejar les ostres, si provenen de llacunes o llocs certificats, es col·loquen en caixes de fusta o plàstic, costals o neveres transportables i ja poden ser comercialitzades. En altres casos, és necessari efectuar, a més de la neteja, un procés de depuració.

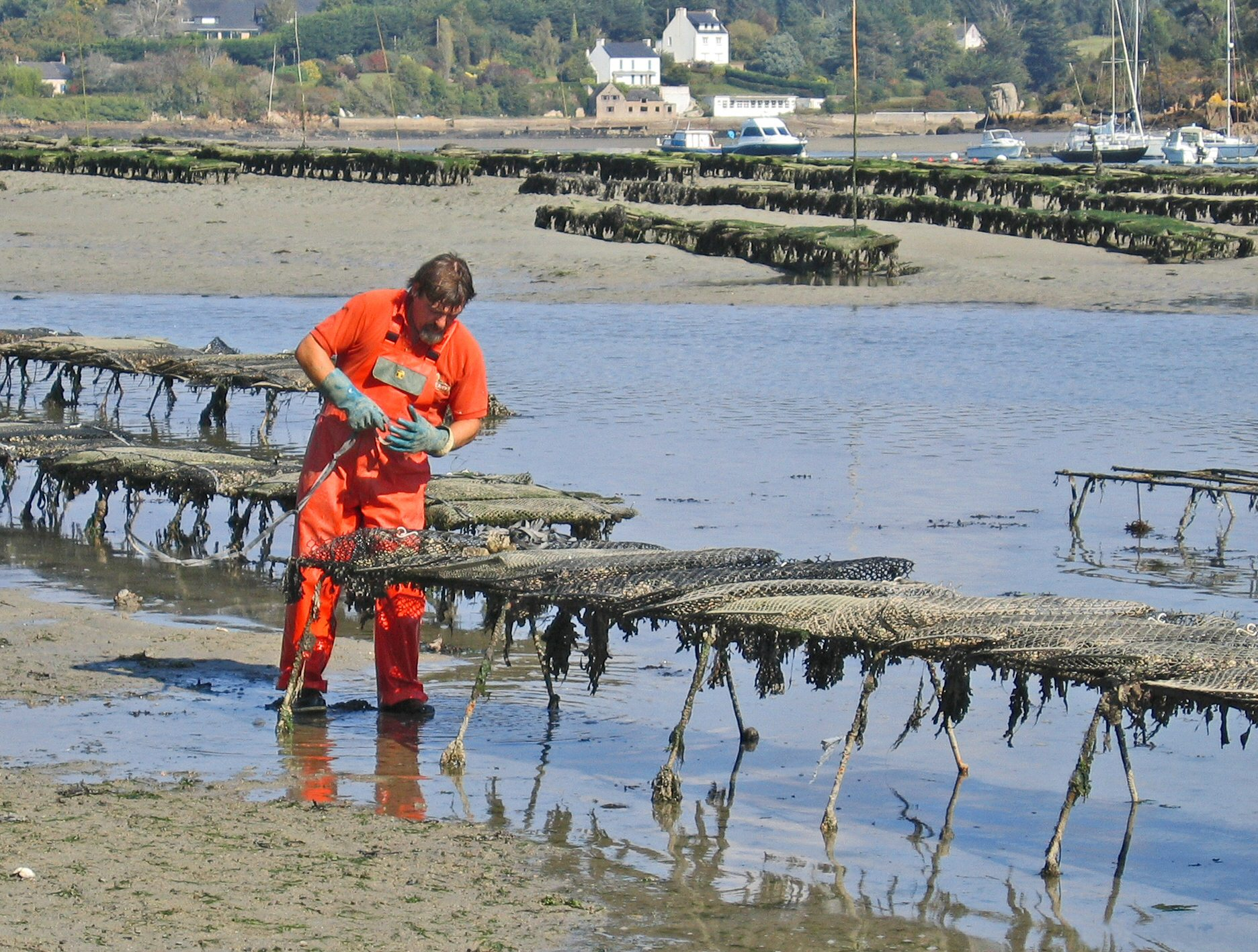
Collita d'ostres en baixamar.

## Transport
Els mol·luscs bivalves no poden ser transportats juntament amb altres productes que puguin contaminar-los, com per exemple: aliments, detergents, desinfectants, entre d'altres. A més, durant el transport en llanxa, s'ha d'evitar el contacte directe de l'ostra amb el sòl de l'embarcació, per tant, són dipositades en recipients que eviten aquest contacte i compten amb un sistema de drenatge per eliminar els líquids (líquid intervalvar, aigua de neteja, etc) que puguin contaminar el producte. El personal de l'embarcació ha de presentar una bona higiene personal i estar correctament equipat per evitar manipulacions indegudes que puguin provocar la contaminació en les ostres.

## Emmagatzematge i conservació
Quan aquests bivalves surten de l'aigua, passen per un determinat procés de neteja i depuració. Un cop finalitzats, s'envasen en capses de fusta de tal forma que l'ostra quedi recolzada sobre la part més còncava de la closca, d'aquesta manera es garanteix que es mantindrà viva i que conservarà l'aigua al seu interior, i en conseqüència, la seva frescor. Si les condicions ambientals externes són càlides, l'emmagatzematge en capses s'acompanyarà amb bosses de gel per a proporcionar unes certes condicions de frescor. El transport també es realitzarà sota aquestes condicions de baixes temperatures.
Un cop el producte arriba al consumidor, aquest haurà de mantenir-lo en una temperatura entre 5 i 15 °C, en un lloc allunyat de la llum del sol i de qualsevol font de calor. De la mateixa manera que durant el seu emmagatzematge, les ostres es conservaran amb la closca tancada i sobre la part còncava. Tot i això, es recomana conservar les ostres durant més d'una setmana o deu dies després de la recol·lecció. Si no són consumides en aquest període, es poden congelar sense closca, escabetxar-les o guardar-les un cop cuinades.

## Inocuïtat i seguretat alimentaria
El millor plantejament per a una producció segura de mol·luscs és que es cultivin i recol·lectin en zones lliures de contaminants fecals, sota controls sanitaris particulars i amb la finalitat de salvaguardar la salut pública. Per aconseguir-ho, s'han implementat programes sanitaris basats en estudis exhaustius i posteriorment recollits en diferents informes. En aquests, es troben classificades les àrees idònies per al desenvolupament del cultiu i en general, l'avaluació de tots els factors de rellevància sanitària, incloent-hi la qualitat de l'aigua en relació amb possibles fonts de contaminació, la determinació de substàncies tòxiques o nocives i fins i tot, la consideració de la presència d'animals que puguin afectar adversament al cultiu. L'estudi sanitari ha de ser actualitzat periòdicament, per a assegurar que les dades referents siguin actuals. A més, s'ha de mantenir un arxiu amb la informació obtinguda, tant de l'estudi sanitari inicial com de les revisions.
La Comunitat Europea compta amb el Reglament (CE) no.853/2004, on s'estableix les normes específiques d'higiene dels aliments d'origen animal, incloent-hi la detecció de biotoxines marines en mol·luscs bivalves.

## Mercat i traçabilitat

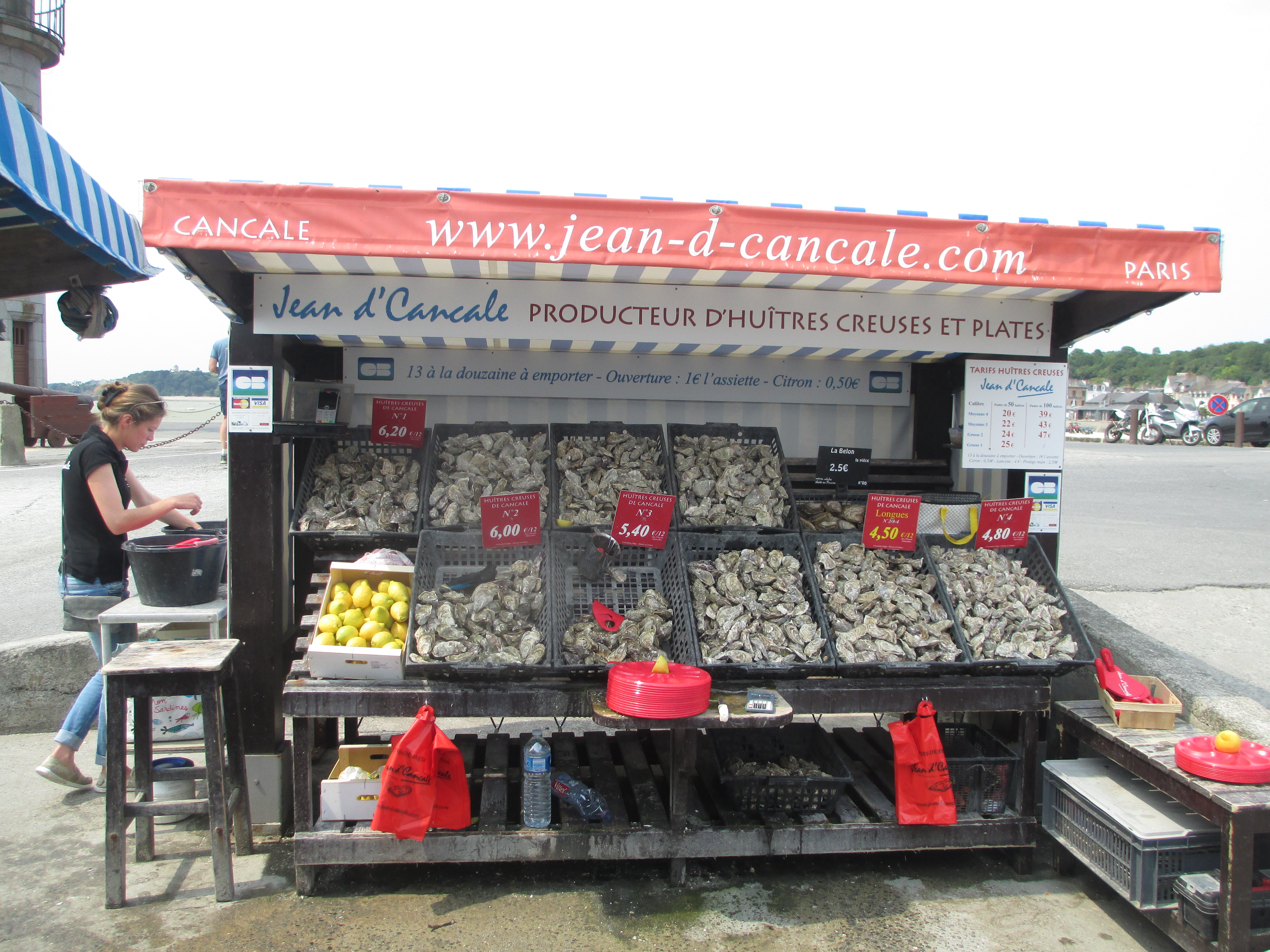
Punt de venda d'ostres.

De la mà de la captació i control de matèria sanitària, es troba la verificació de la correcta realització del procés de cultiu d'acord amb les necessitats de producció i mercat.
Una vegada el producte arriba al mercat, és important no només que arribi en òptimes condicions per a la seva comercialització, sinó que és indispensable tenir traçabilitat. Aquesta es defineix com el conjunt d'accions, mesures i procediments tècnics que permeten identificar i registrar cada producte des del seu origen fins al final de la cadena de comercialització. Aquest concepte ha sigut implantat en la indústria productora d'aliments de forma permanent i en benefici amb relació a la innocuïtat alimentària, ja que es considera la traçabilitat com un valor afegit i obligat per a satisfer, adequadament, les necessitats del mercat.
En el cas de les ostres, serà necessari que els vivers o localitzacions de cultiu portin registres de tot el procés de producció, des de l'origen de la larva o llavor per a la sembra, com la localització dels llocs de preengreixa i engreixa, detallant tots els passos realitzats en cadascuna de les etapes del cicle, collita, transport, emmagatzematge i comercialització. De la mateixa manera, cal esmentar que un punt crític a considerar són les mesures d'higiene (neteja i desinfecció) en els punts de venda, comercialització i posterior presentació del producte.